# Lago Ilmen
El lago Ilmen (del ruso: Ильмень) es un importante lago ubicado en el óblast de Nóvgorod en Rusia, antiguamente de vital trascendencia para la ruta comercial de los varegos a los griegos. La ciudad de Nóvgorod, que es un importante centro comercial de la ruta, se encuentra a seis kilómetros al norte de la desembocadura del lago.

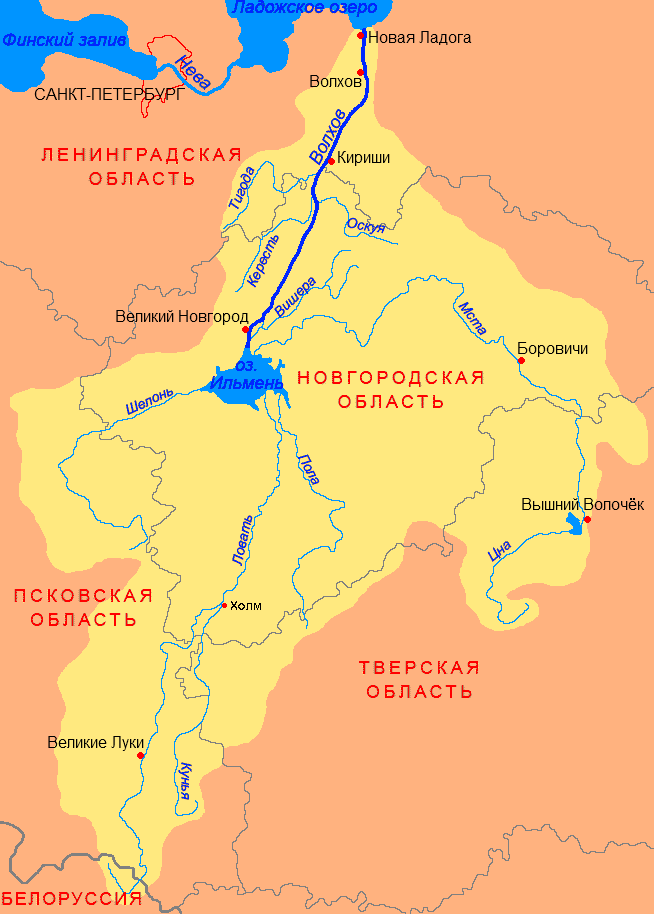
Mapa en ruso del lago Ilmen (Ильмень) y el río Vóljov (Во́лхов)

Según el Diccionario Etimológico de Max Vasmer, el nombre del lago proviene del finlandés Ilmajärvi, que significa "lago de aire". Debido a la colonización novgorodiense, muchos lagos en Rusia tienen nombres que derivan del lago Ilmen. Yuri Otkúpschikov ha argumentado que la presencia del nombre "Ilmen" en la zona noroeste de Rusia no se puede explicar solo por la colonización de la República de Nóvgorod, y propuso una etimología eslava en su lugar.
Su extensión promedio es de 982 km² (variando desde 733 hasta 2090 km²). El lago es alimentado por 52 afluentes, siendo los cuatro principales el río Msta, el Pola, el Lovat y el Shelón, teniendo al río Vóljov como su única desembocadura, que desagua en el lago Ládoga y, consecuentemente, a través del río Nevá hacia el golfo de Finlandia.
El nivel del agua está regulado por la central hidroeléctrica de Vóljov, situada aguas abajo del río Vóljov. La temperatura del agua en julio es de 19-20 °C. La temporada de baño es de unos 90 días.
El lago Ilmen es navegable. Las rutas navieras son Nóvgorod–Stáraya Rusa y Nóvgorod–Shimsk. Hay una pesquería en el lago.
El área del lago fue el lugar de una importante batalla durante la Segunda Guerra Mundial, la Bolsa de Demyansk.